# Румянцев, Юрий Борисович
Юрий Борисович Румянцев (1 мая 1939 — 6 февраля 2007) — фрезеровщик Ленинградского научно-производственного объединения «Аврора» Министерства судостроительной промышленности СССР. Полный кавалер Ордена Трудовой Славы.

## Биография
Румянцев Юрий Борисович родился 1 мая 1939 года в Ленинграде в рабочей семье Румянцевых. Отец — Румянцев Борис Сергеевич — работал слесарем-сборщиком на фабрике имени А.Бебеля. Мать — Румянцева Мария Ивановна — работала переплётчицей в артели «Новая книга».
8 сентября 1941 года в возрасте двух лет встретил ленинградскую блокаду. К тому времени отец уже воевал с фашистами на ленинградском фронте в частях морской авиации Балтийского флота. Все 900 дней и ночей блокады Юрий Борисович пережил со своей мамой на Глазовской улице (ныне — улица Константина Заслонова).
В 1956 году успешно окончил школу № 302 города Ленинграда. В том же году начал свой трудовой путь учеником фрезеровщика.
С 1958-го по 1961 год проходил военную службу в рядах Советской Армии в частях войск правительственной связи в Калининградской области и в городе Гатчина Ленинградской области. Из армии вернулся в звании сержанта. Однако с Вооруженными силами он не расстался. В конце 1960-х — начале 1970-х годов неоднократно участвовал в военных сборах, после которых получил офицерское звание «Лейтенант запаса», а затем — «Капитан запаса».
После службы в армии Юрий Борисович продолжил трудовую деятельность фрезеровщиком в организации п/я 46 (ныне — ОАО "Концерн "НПО «Аврора»), где до 1995 года проработал на одном фрезерном станке фирмы «Гамбин». В 1962 году он вступил в ряды Коммунистической партии Советского Союза. Работая на заводе, Юрий Борисович всегда активно участвовал в партийной и профсоюзной работе. Многие годы он был секретарём партийной организации цеха, а впоследствии и всего объединения. Работу парторга совмещал с должностью члена профсоюзного комитета предприятия. За годы своей работы в профессиональном плане Юрий Борисович достиг небывалых высот — высшего 6-го разряда и права иметь личное клеймо ОТК завода. Постоянно совершенствуясь, он мог выполнять на уровне инженера с высшим образованием любую порученную ему работу. Его многочисленные рационализаторские предложения успешно применялись руководством предприятия в производстве.
21 января 1967 года получил свою первую государственную награду — медаль «За трудовое отличие».
В 1968 году он стал участником выставки достижений народного хозяйства в Москве. В 1975, 1976 и 1980 годах Юрий Борисович удостаивался звания «Победитель социалистического соревнования».
19 сентября 1977 года Указом Президиума Верховного Совета СССР был награжден орденом «Трудовой славы» III степени за освоение новой техники при постройке тяжёлого авианесущего крейсера «Киев».
2 февраля 1984 года Указом Президиума Верховного Совета СССР был награжден орденом «Трудовой славы» II степени за применение новых технологий в автоматизированных системах управления кораблей ВМФ.
В апреле 1984 году ему было присвоено звание «Ударник XI пятилетки», а 22 февраля 1985 года он был награждён медалью «Ветеран труда».
17 сентября 1986 года за многолетнюю безупречную работу в Объединении и активное участие в общественной жизни коллектива присвоено звание «Ветеран труда НПО «Аврора», а 24 октября 1986 года приказом Генерального директора НПО «Аврора» Юрию Борисовичу было присвоено звание «Заслуженный работник НПО».
6 декабря 1990 года Указом Президента СССР был награжден орденом «Трудовой славы» I степени за активное участие в разработке комплексов управления общекорабельными системами атомных ракетных подводных лодок 667БДРМ.
На заслуженный отдых вышел 15 июля 2002 года.
Скончался 6 февраля 2007 года после тяжёлой продолжительной болезни. Похоронен на Новодевичьем кладбище Санкт-Петербурга.

## Награды
- Орден «Трудовой славы» I степени (№ 850) - 6 декабря 1990 года
- Орден «Трудовой славы» II степени (№ 24103) - 2 февраля 1984 года
- Орден «Трудовой славы» III степени (№ 106833) - 19 сентября 1977 года
- Медаль «За трудовое отличие» - 21 января 1967 года
- Медаль «В ознаменование 100-летия со дня рождения Владимира Ильича Ленина» - 4 апреля 1970 года
- Медаль «50 лет Победы в Великой Отечественной войне 1941—1945 гг.» - 22 марта 1995 года
- Медаль «60 лет Победы в Великой Отечественной войне 1941—1945 гг.» - 29 марта 2005 года
- Медаль «Ветеран труда» - 22 февраля 1985 года
- Медаль «300 лет Российскому флоту» - 7 июня 1996 года
- Медаль «В память 300-летия Санкт-Петербурга» - 1 июня 2003 года
- Знак «Жителю блокадного Ленинграда» - 15 сентября 1989 года
- Памятная медаль «В честь 60-летия полного освобождения Ленинграда от фашистской блокады» - 27 января 2004 года
- Знак «Ударник XI пятилетки» - 26 апреля 1984 года
- Знак «Победитель социалистического соревнования 1980 года» - 3 февраля 1981 года
- Знак «Победитель социалистического соревнования 1976 года» - 14 декабря 1976 года
- Знак «Победитель социалистического соревнования 1975 года» - 20 февраля 1976 года
- Медаль «Столетие подводных сил России» - 2005 год
- Звание «Заслуженный работник НПО «Аврора» - 24 октября 1986 года
- Звание «Ветеран труда НПО «Аврора» - 17 сентября 1986 года

## Семья
Супруга: Румянцева Людмила Владимировна (род. 1943)
Дети: Румянцев Михаил Юрьевич (род. 1967), Денисова (Румянцева) Светлана Юрьевна (род. 1973)
Внуки: Сергей (род. 1996), Алексей (род. 1997) и Виктор (род. 2004).